# جينتشونغ
جينتشونغ (بالصينية: 晋中市 )‏ هي مدينة على مستوى محافظة، في جمهورية الصين الشعبية، تتبع شانسي، تبلغ مساحتها 16,408 كيلومتر مربع، رمزها البريدي هو 030600.

## المناخ
يظهر الجدول التالي التغييرات المناخية على مدار السنة لجينتشونغ:
| البيانات المناخية لـجينتشونغ                | البيانات المناخية لـجينتشونغ | البيانات المناخية لـجينتشونغ | البيانات المناخية لـجينتشونغ | البيانات المناخية لـجينتشونغ | البيانات المناخية لـجينتشونغ | البيانات المناخية لـجينتشونغ | البيانات المناخية لـجينتشونغ | البيانات المناخية لـجينتشونغ | البيانات المناخية لـجينتشونغ | البيانات المناخية لـجينتشونغ | البيانات المناخية لـجينتشونغ | البيانات المناخية لـجينتشونغ | البيانات المناخية لـجينتشونغ |
| الشهر                                       | يناير                        | فبراير                       | مارس                         | أبريل                        | مايو                         | يونيو                        | يوليو                        | أغسطس                        | سبتمبر                       | أكتوبر                       | نوفمبر                       | ديسمبر                       | المعدل السنوي                |
| ------------------------------------------- | ---------------------------- | ---------------------------- | ---------------------------- | ---------------------------- | ---------------------------- | ---------------------------- | ---------------------------- | ---------------------------- | ---------------------------- | ---------------------------- | ---------------------------- | ---------------------------- | ---------------------------- |
| متوسط درجة الحرارة الكبرى °م (°ف)           | 1.9 (35.4)                   | 5.8 (42.4)                   | 11.9 (53.4)                  | 20.0 (68.0)                  | 25.6 (78.1)                  | 29.3 (84.7)                  | 30.4 (86.7)                  | 28.5 (83.3)                  | 24.1 (75.4)                  | 17.9 (64.2)                  | 9.7 (49.5)                   | 3.2 (37.8)                   | 17.4 (63.2)                  |
| المتوسط اليومي °م (°ف)                      | −5.5 (22.1)                  | −1.5 (29.3)                  | 4.6 (40.3)                   | 12.6 (54.7)                  | 18.5 (65.3)                  | 22.4 (72.3)                  | 24.2 (75.6)                  | 22.4 (72.3)                  | 17.3 (63.1)                  | 10.7 (51.3)                  | 2.7 (36.9)                   | −3.7 (25.3)                  | 10.4 (50.7)                  |
| متوسط درجة الحرارة الصغرى °م (°ف)           | −11.2 (11.8)                 | −7.4 (18.7)                  | −1.6 (29.1)                  | 5.4 (41.7)                   | 11.4 (52.5)                  | 15.9 (60.6)                  | 18.9 (66.0)                  | 17.4 (63.3)                  | 11.8 (53.2)                  | 4.9 (40.8)                   | −2.7 (27.1)                  | −8.9 (16.0)                  | 4.5 (40.1)                   |
| الهطول مم (إنش)                             | 2.0 (0.08)                   | 3.3 (0.13)                   | 9.9 (0.39)                   | 21.0 (0.83)                  | 37.2 (1.46)                  | 52.2 (2.06)                  | 81.9 (3.22)                  | 87.8 (3.46)                  | 54.0 (2.13)                  | 27.0 (1.06)                  | 9.9 (0.39)                   | 1.7 (0.07)                   | 387.9 (15.28)                |
| متوسط الرطوبة النسبية (%)                   | 47                           | 45                           | 44                           | 42                           | 48                           | 56                           | 67                           | 71                           | 69                           | 62                           | 55                           | 50                           | 55                           |
| المصدر: China Meteorological Administration |                              |                              |                              |                              |                              |                              |                              |                              |                              |                              |                              |                              |                              |

## التقسيمات الإدارية
- Yuci District [الإنجليزية]‏
- Yushe County [الإنجليزية]‏
- تسوكوان
- Heshun County [الإنجليزية]‏
- Xiyang County [الإنجليزية]‏
- Shouyang County [الإنجليزية]‏
- Taigu District [الإنجليزية]‏
- Qi County, Shanxi [الإنجليزية]‏
- بينغياو
- محافظة لين شي
- جيشيو  [لغات أخرى]‏.